# FR-V

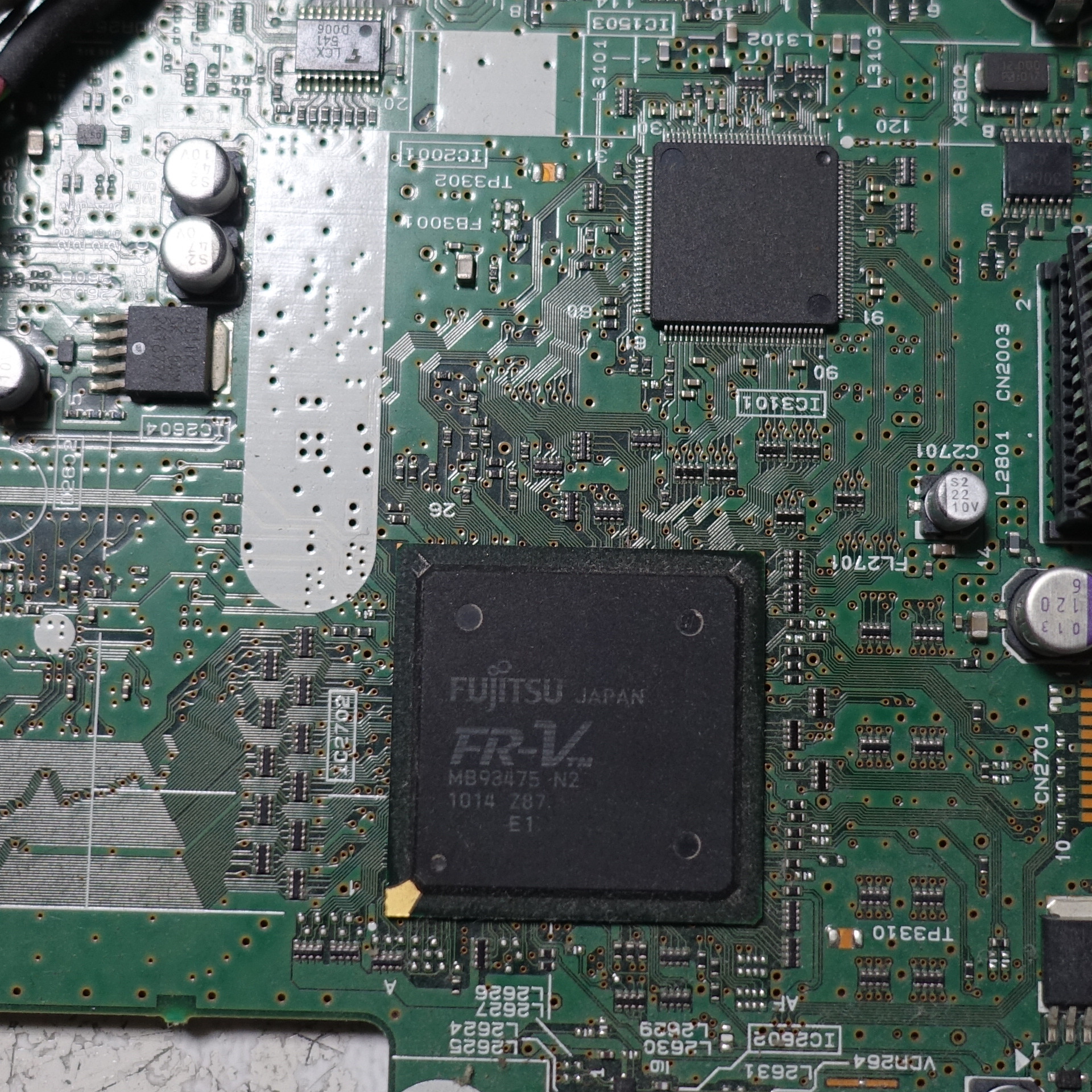
FR-V MB93475 no gravador BD/HDD SONY DBZ-RX105

FR-V é um microprocessador RISC VLIW da Fujitsu. Os modelos FR-400 e FR-450 rodam Linux, e também são suportados pela GNU Compiler Collection. Alguns processadores possuem uma MMU, enquanto outros não.